# Berndt Helleberg

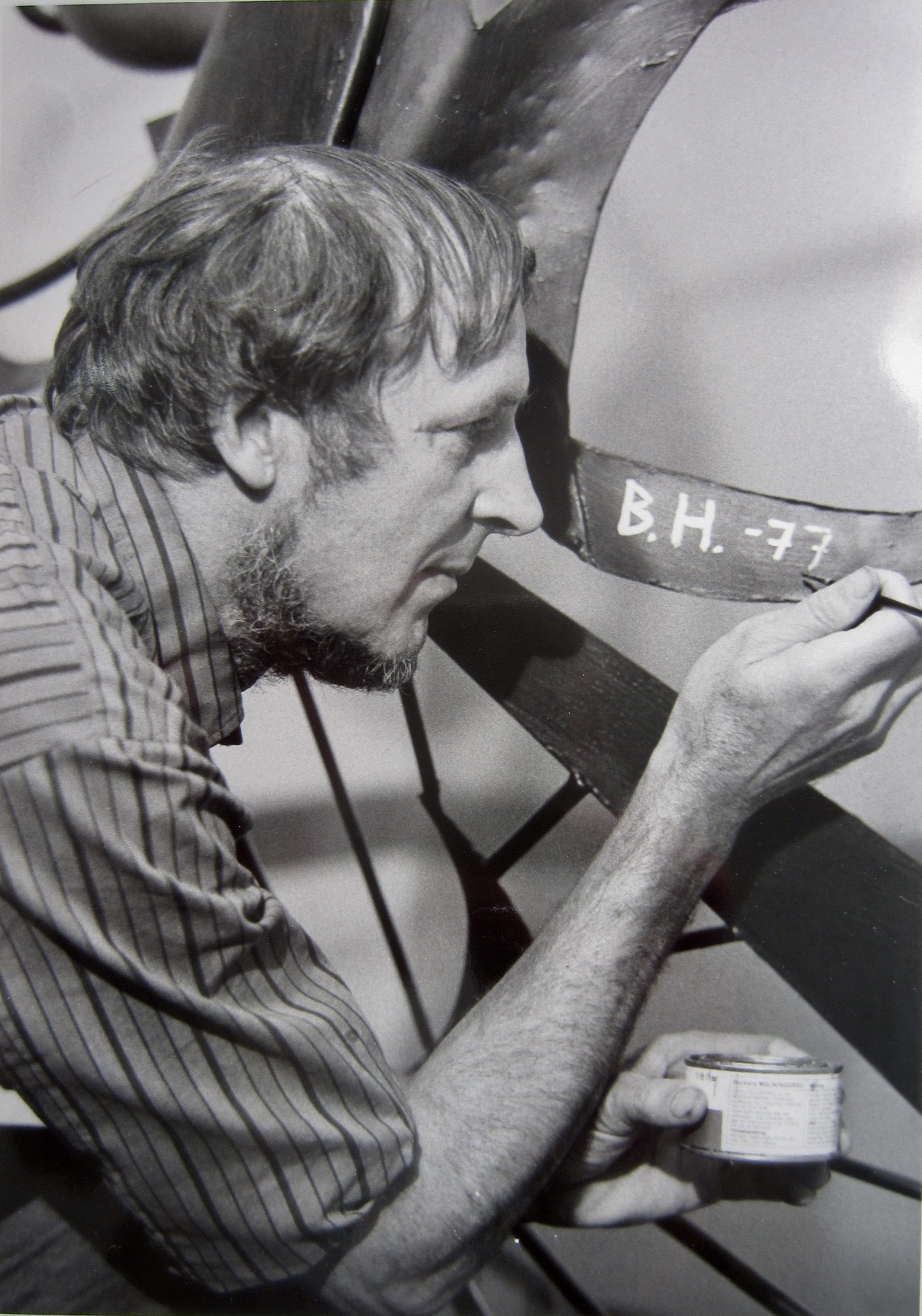
B.H. -77, Berndt Helleberg, 1977.

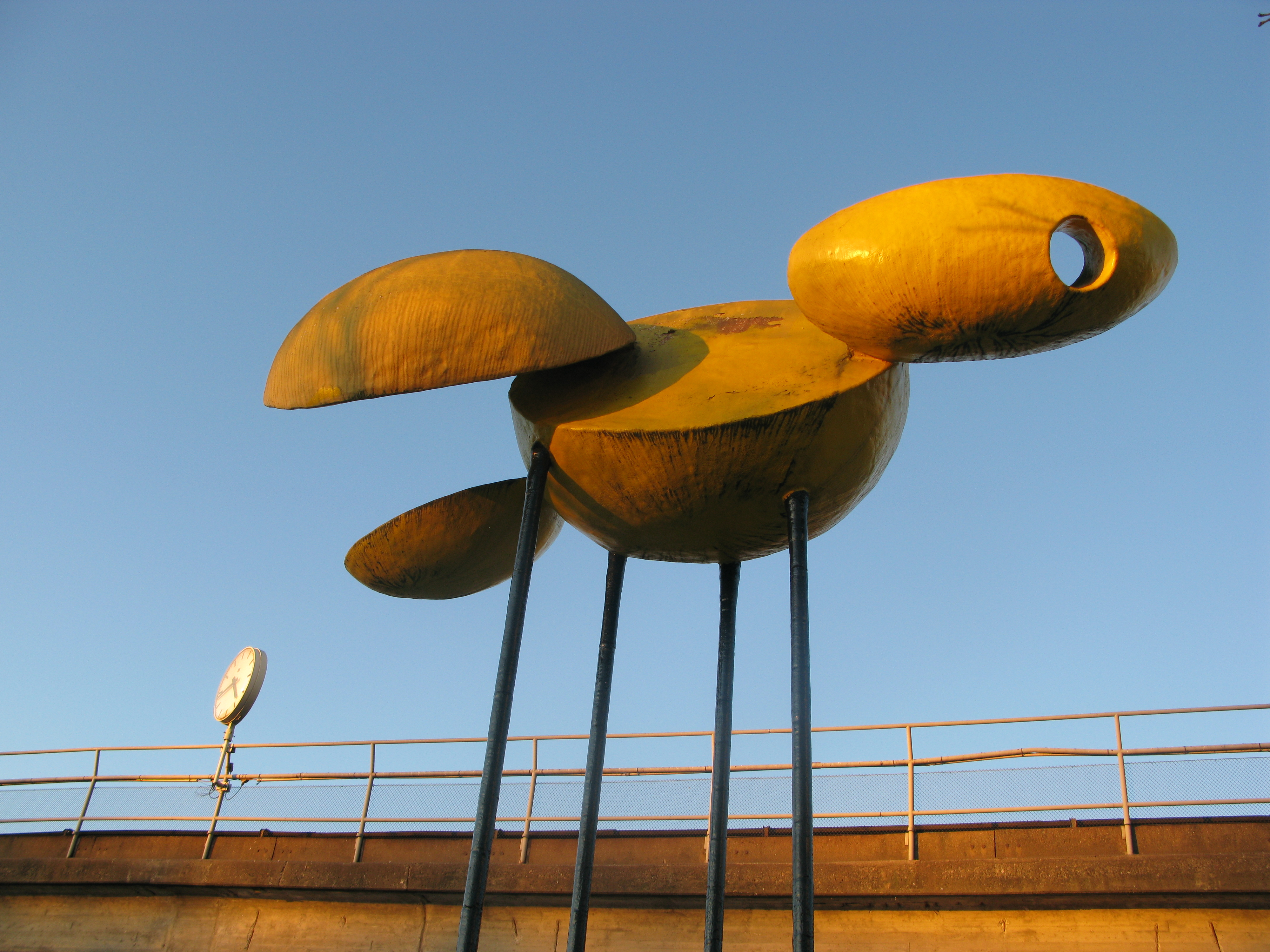
Fågel med ägg på Brommaplan (detalj) (1969).

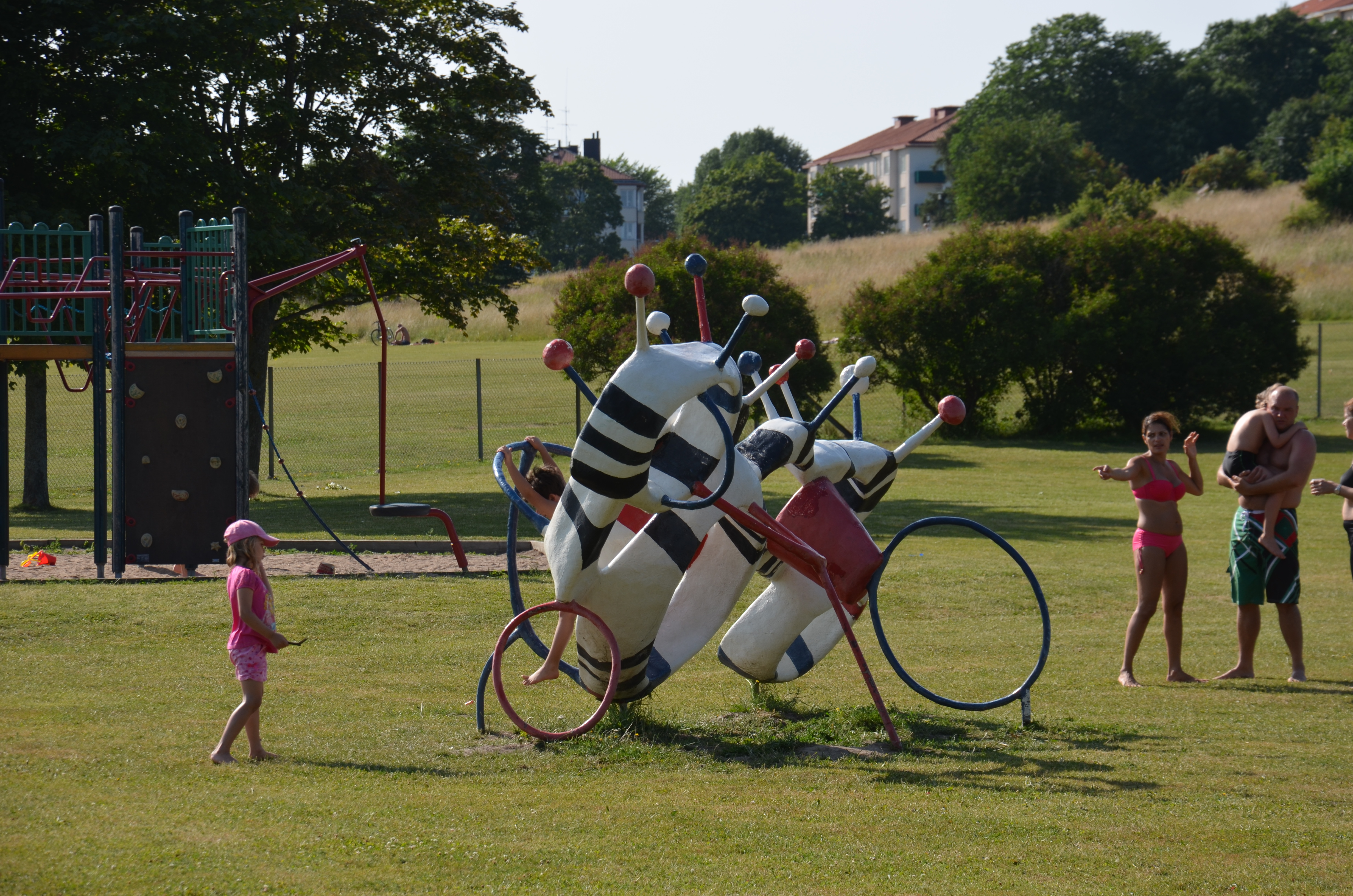
Ringormen i Stockholm.

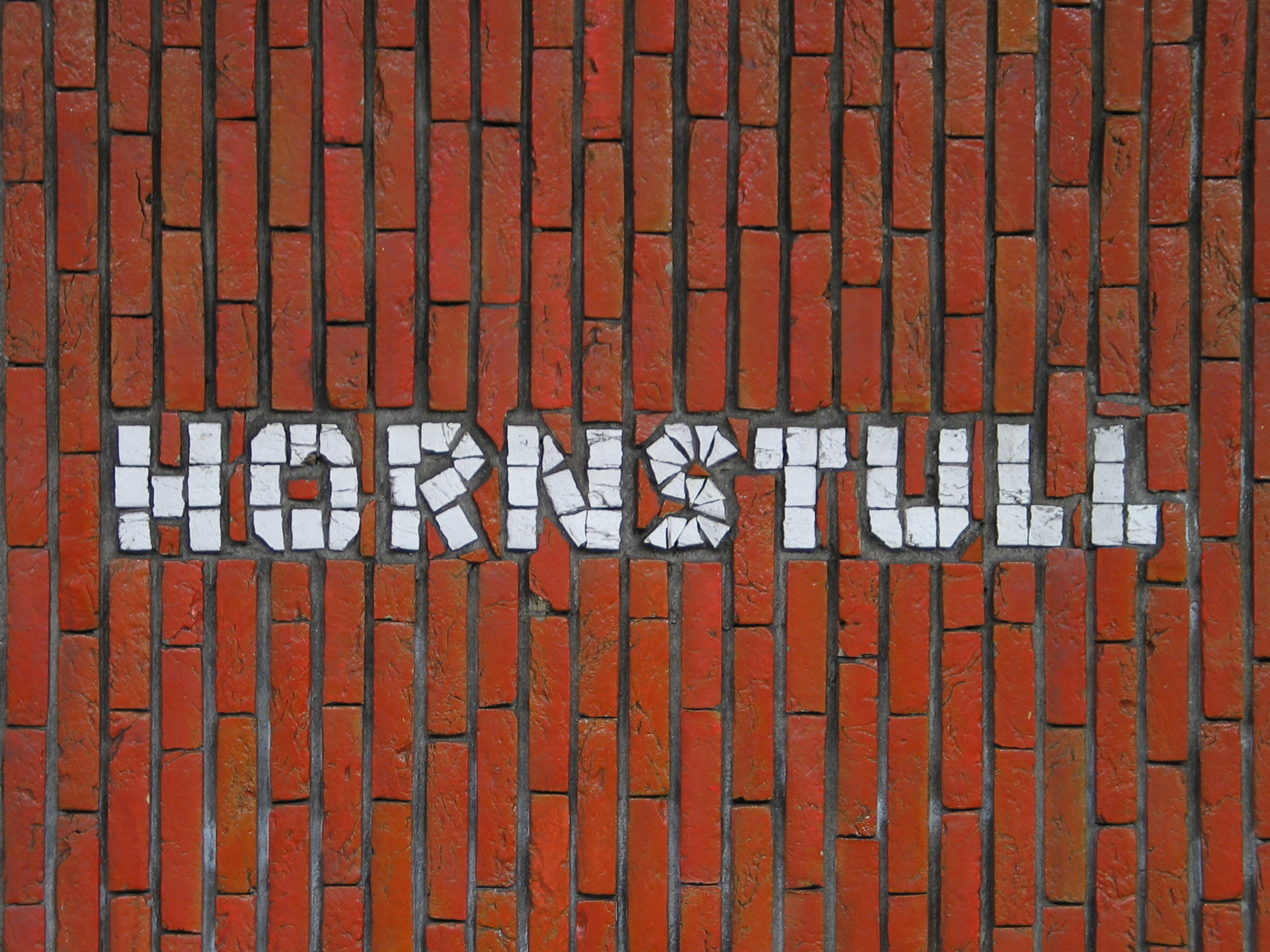
Utformning av Hornstulls tunnelbanestation i Stockholm (1964).

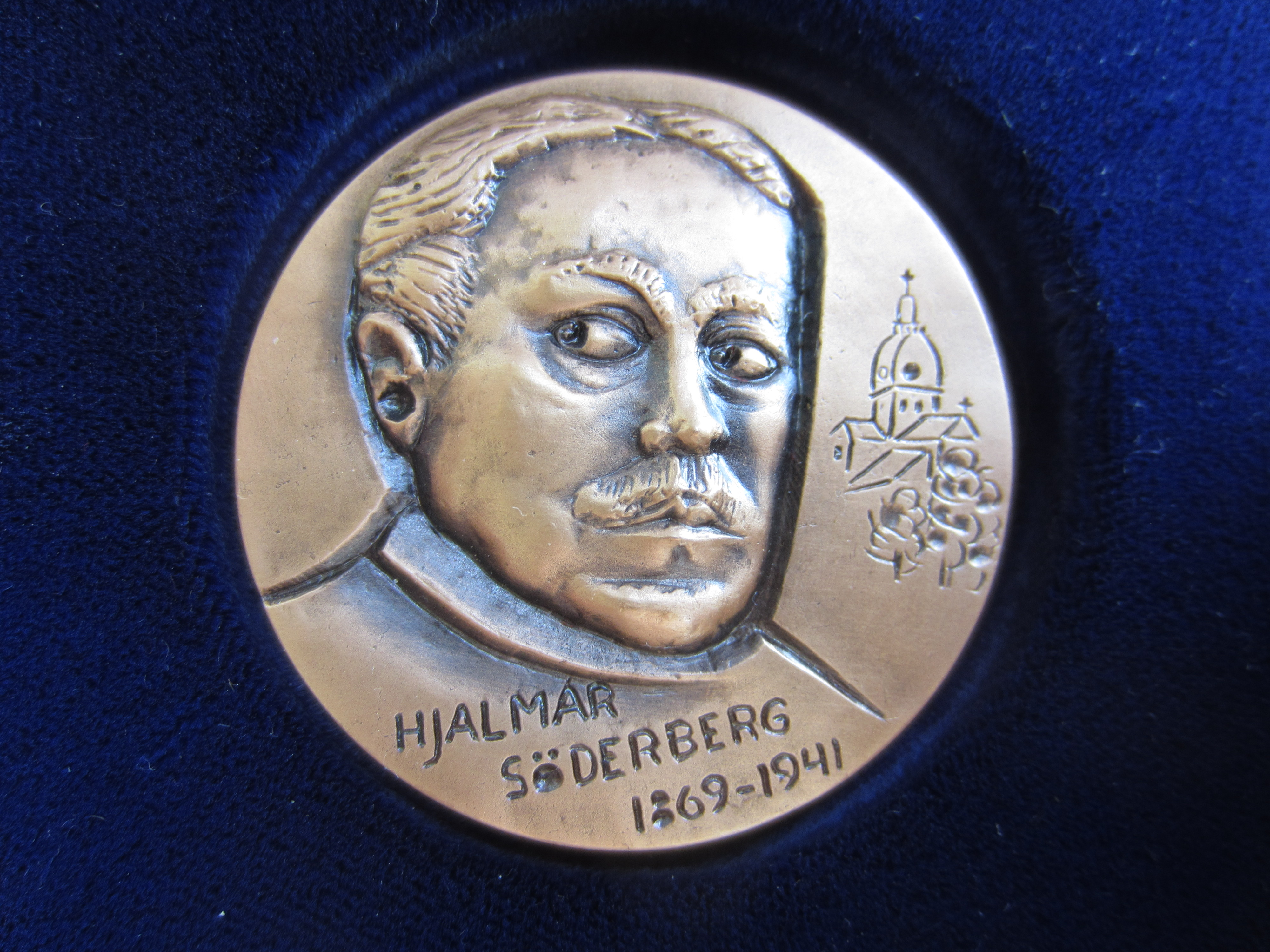
Hjalmar Söderberg, åtsidan av medalj i serien "Stora Svenska Författare" utformad 1978 av Berndt Helleberg.

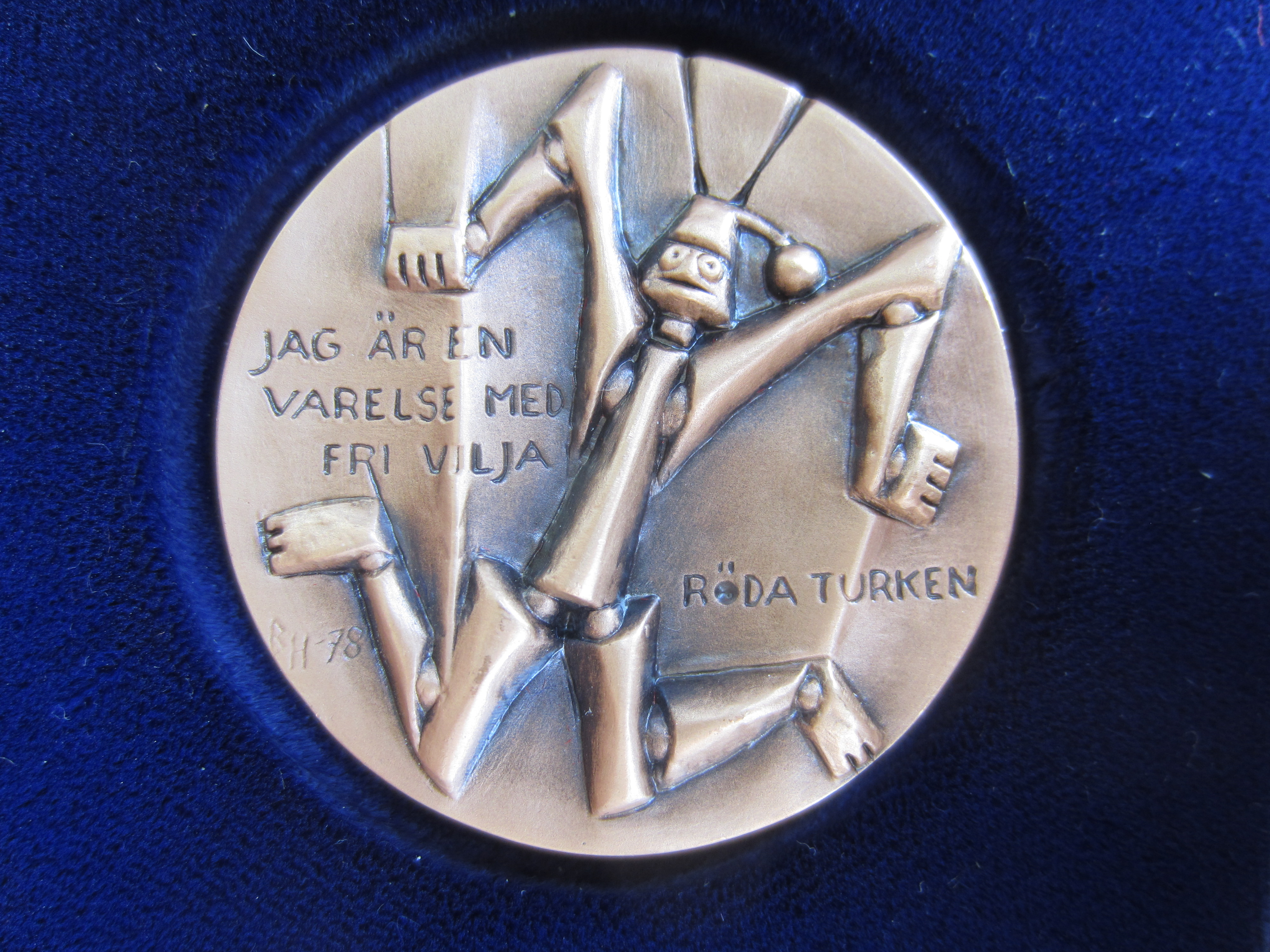
Hjalmar Söderberg, frånsidan av medalj i serien "Stora Svenska Författare" utformad 1978 av Berndt Helleberg.

Berndt Sigurd Helleberg, född 17 december 1920 i Härnösand, död 10 juni 2008 i Åkersberga, var en svensk skulptör, tecknare och medaljkonstnär.
Berndt Helleberg tog studentexamen i Härnösand 1940 och flyttade därefter till Stockholm för att utbilda sig i skulptur på Konstfackskolan för Robert Nilsson och Nils Sjögren. År 1949 avlade han avgångsexamen. Han arbetade under en period vid Pablo Picassos keramikateljéer i Vallauris, där också Fernand Léger befann sig. Berndt Helleberg hade då sin bostad och ateljé i bergsbyn Alba-La-Romanie ii Ardéche-området i Rhônedalen.
Sitt genombrott fick Berndt Helleberg 1950 i London vid den internationella skulpturtävlingen "Den okände politiske fången" på Tate Gallery. Han representerade Sverige bland 3 600 deltagare och erhöll ett fjärdepris. Han fick delat förstapris tillsammans med Siri Derkert i Stockholms stads pristävling om ny tunnelbanekonst 1961, vilket resulterade i hans gestaltning av tunnelbanestationen Hornstull i Stockholm 1964.
Berndt Helleberg utförde offentlig utsmyckning med skulpturer och reliefer på flera platser i landet, bland annat i Sundsvall, Härnösand, Södertälje och Kista. År 1981 utförde han på Saudi-Arabiska statens uppdrag en nio meter hög skulptur i vit betong i huvudstaden Riyadh, Solen och månen (eller Dagen och natten). För Statens Konstråds räkning utförde han i Enköping tre större skulpturer i trä, aluminium och betong med forntida signal och kommunikationsmotiv.
Han var delegat för Sverige i FIDEM, Fédération Internationale de la Medaille (Fédération internationale de la médaille d'art).. Han var konstnärlig konsult i Stockholms läns landsting och Trafikens konstnämnd. Tillsammans med Björn Selder och Torsten Fridh tog han initiativ till bildandet av Skulptörförbundet. Han belönades med Erik Lindbergs stora pris av Konstakademien 2001 för sitt livsverk.

## Medaljkonst
Berndt Helleberg har skulpterat ett flertal medaljer, bland annat "Havet ger - havet tar" för vilken han vann första pris i den internationella medaljfederationens (Fédération Internationale de la Médaille, FIDEM:s) tävling i medaljkonst 1955.
Åren 1978–1979 utfördes 40 medaljer föreställande lika många svenska författare. För uppgiften hade åtta skulptörer engagerats och de gjorde fem medaljer vardera av svenska författare från Heliga Birgitta  till Gunnar Ekelöf. Berndt Helleberg utförde Hjalmar Söderberg, Bo Bergman, Vilhelm Ekelund, Sigfrid Siwertz och Hjalmar Bergman. Medaljerna tillverkades av Sporrong. De är utförda i brons, är präglade i 1 000 exemplar och har en diameter på 40 millimeter. 
Berndt Helleberg blev även mycket uppskattad för de tio vikingakungarna i medaljserien "Sveriges regenter under 1000 år". Hans verk finns bland annat på Myntkabinettet i Stockholm, Institut Tessin i Paris och British Museum i London.

## Familj
Berndt Helleberg gifte sig 1952 med Margareta Kinberg och med henne fick han tre barn, Staffan, Tomas och Ann-Sofie.

## Offentliga verk i urval
- Högrelief i cementmosaik på pelare (1957), övre plattformen på tunnelbanestation T-Centralen.
- Katedralfönster (1963) i Sankt Ansgars kyrka vid Alvik i Bromma i Västerleds församling.
- Entrégaller (1963) i Sankt Ansgars kyrka vid Alvik i Bromma i Västerleds församling.
- Katedralfönster (1964) i Norrmalmskyrkan, Vasastaden i Stockholm.
- Lekskulptur (1968), glasfiber, Humlegårdsskolan i Visby.
- Fågel med Ägg (rest 1969), glasfiber, utanför Brommaplans tunnelbanestation i Stockholm.
- Altamira (1964), gestaltning av tunnelbanestation Hornstull i Stockholm i tegelmosaik, med kompletterande konstverk i glas och smide 1979 och installationer 1992. Temat är Altamiragrottan i Spanien. Stationen är täckts med holländskt rött handslaget och glaserat tegel med infogat svart band och vita figurer. Han har även gjort järngrinden och konsten i taket. I samband med ombyggnaden 1992 tillkom montrar med temat himmel, hav, jord och öken.
- Eldfågel, glasfiberarmerad plast, utanför brandstationen i Österåker
- Dagen och natten (1981), en nio meter hög skulptur i glasfiberbetong i huvudstaden Riyadh  i Saudiarabien.
- Sluten figur (1984), brons, Eksjö museums gård.
- Ringormen, lekskulptur i glasfiberarmerad plast vid Kampementsbadet på Gärdet i Stockholm.
- Myran, lekskulptur i Kungsträdgården i Stockholm.
- Grindarna till Stockholms stadsmuseum.
- Ludvig Nordström-monumentet, Technicus i Härnösand.

- Helleberg är representerad vid bland annat Nationalmuseum[8] i Stockholm.

## Bildgalleri

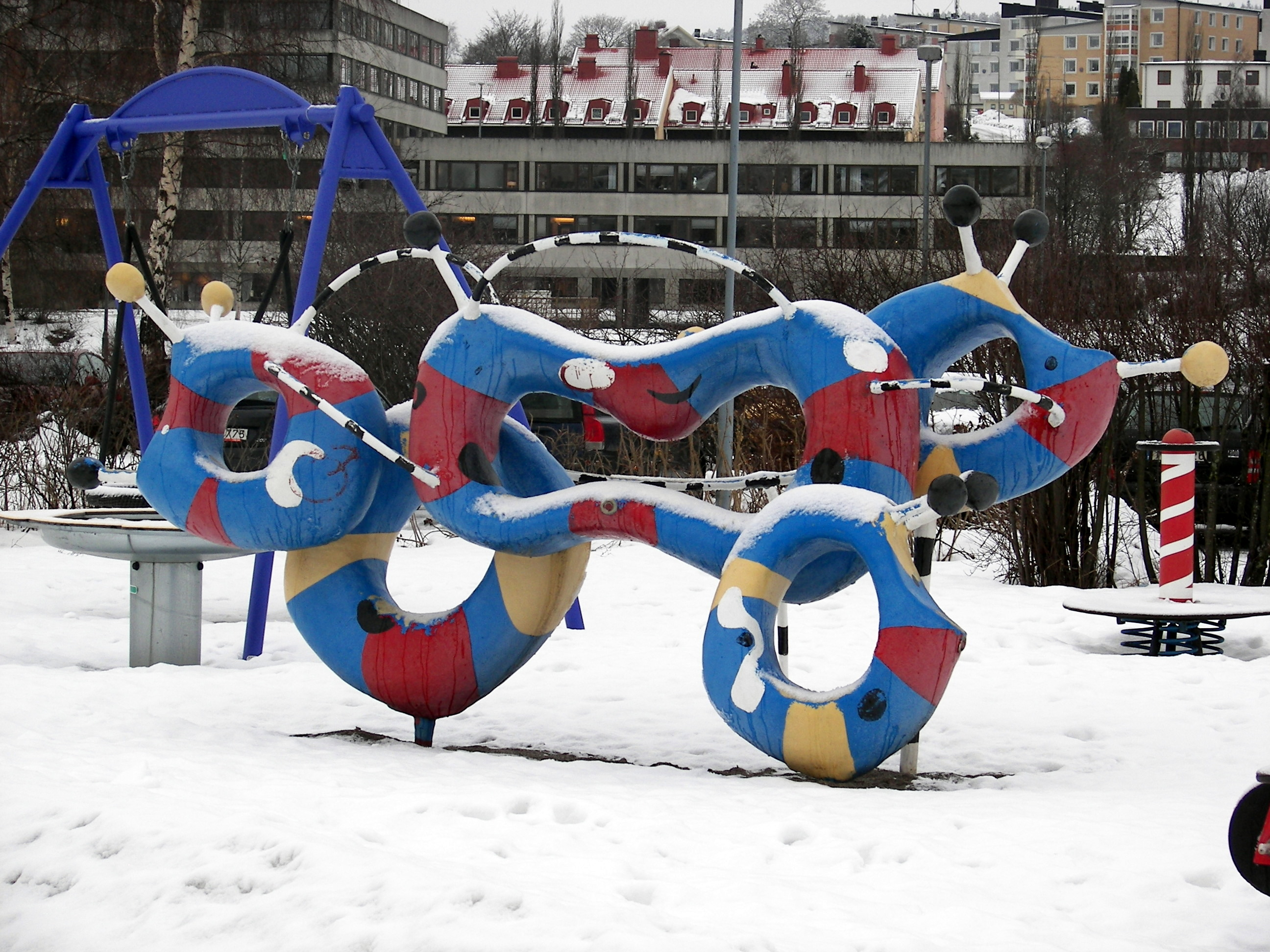
Lekskulptur, Mellanholmen i Härnösand
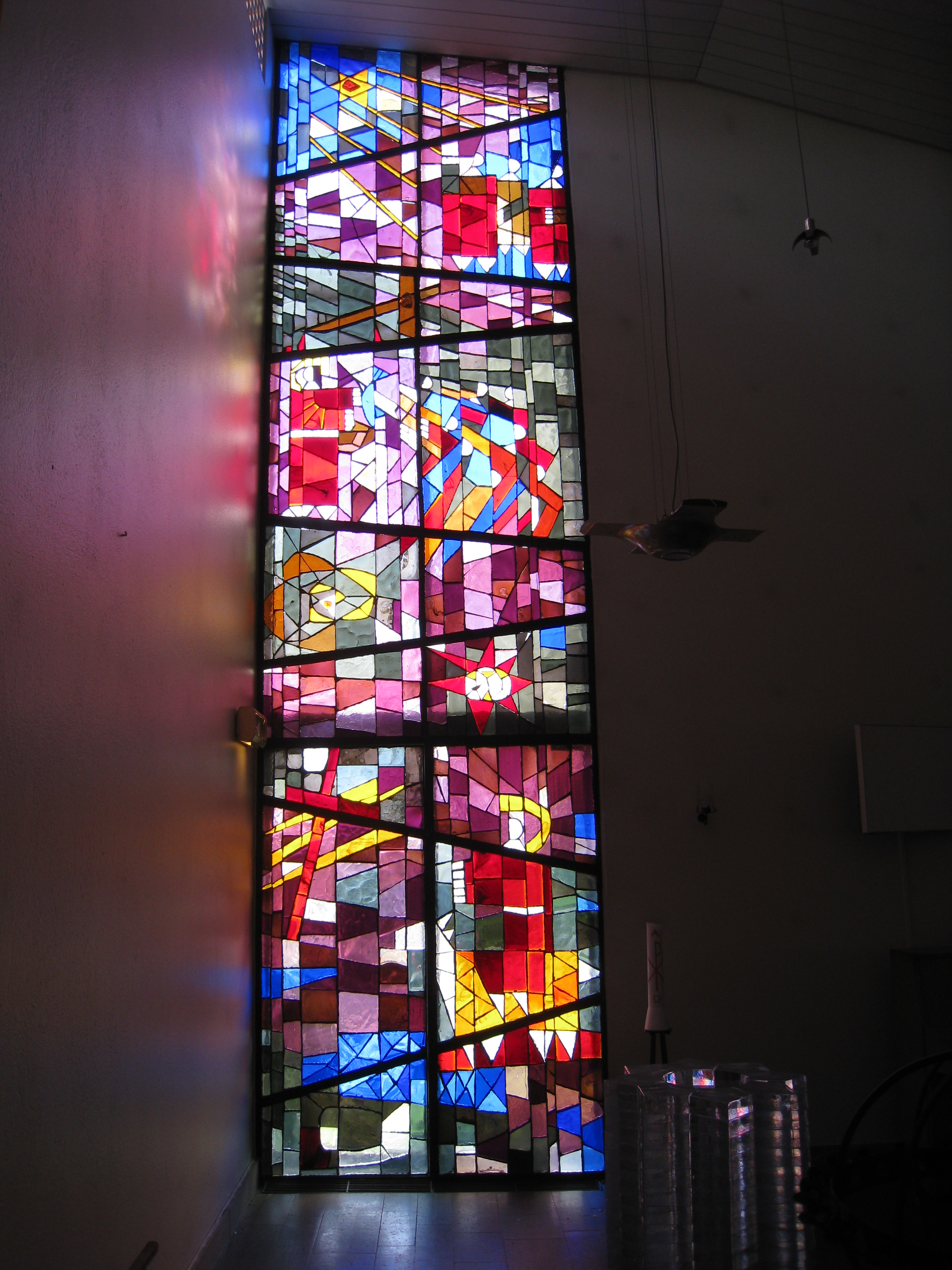
Glasfönster, Kristi liv, i Sankt Ansgars kyrka, Bromma (1963)
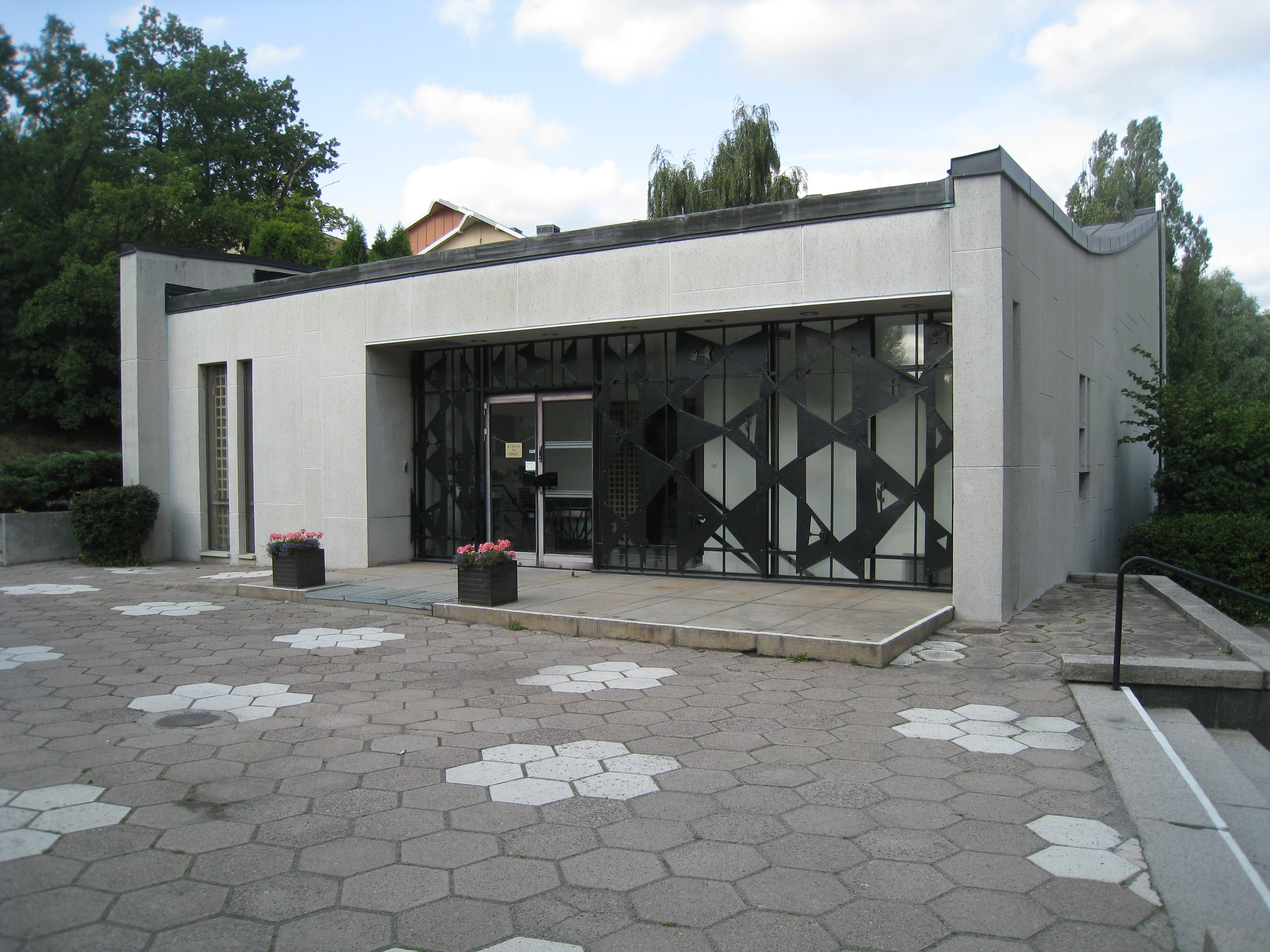
Entrégaller till Sankt Ansgars kyrka, Bromma (1963)
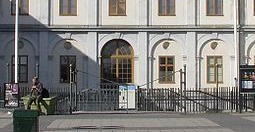
Grindarna till Stockholms stadsmuseum

## Representerad[4]
- Myntkabinettet, Stockholm
- British Museum, London
- Institut Tessin, Paris